# Gerhard Feyerabend
Pour les articles homonymes, voir Feyerabend.
Gerhard Fritz Franz Feyerabend (29 avril 1898 à Dopsattel (de), arrondissement de Königsberg - 6 novembre 1965 à Rottach-Egern) est un Generalleutnant allemand qui a servi au sein de la Heer dans la Wehrmacht pendant la Seconde Guerre mondiale.
Il a été récipiendaire de la croix de chevalier de la croix de fer. Cette décoration est attribuée pour récompenser un acte d'une extrême bravoure sur le champ de bataille ou un commandement militaire avec succès.

## Biographie
Gerhard Feyerabend a été capturé par les troupes soviétiques en 1945, et a été détenu jusqu'en 1947.
Gerhard Feyerabend épouse Erna Reschke (née le 16 juin 1901) le 18 juillet 1924 à Bratricken (de), arrondissement de Darkehmen (de). Ensemble, le couple a une fille, Marie-Louise née le 9 mai 1935. Sa femme et sa fille alors âgée de dix ans sont toutes les deux tuées lors de l'avancement de l'Armée rouge le 30 janvier 1945 pendant l'occupation de la province de Prusse-Orientale.
Gerhard Feyerabend est capturé par les troupes soviétiques en 1945, et est détenu jusqu'en 1947.

## Décorations
- Croix de fer (1914)
  - 2e classe (8 novembre 1916)
  - 1re classe
- Insigne des blessés (1914)
  - en Noir
- Croix d'honneur (18 janvier 1935)
- Médaille des Sudètes
- Agrafe de la croix de fer (1939)
  - 2e classe (24 septembre 1939)
  - 1re classe (9 novembre 1939)
- Médaille du Front de l'Est (14 juillet 1942)
- Croix allemande en or (30 janvier 1943)
- Croix de chevalier de la croix de fer
  - Croix de chevalier le 5 avril 1945 en tant que Generalleutnant et commandant de la 11. Infanterie-Division[1]
- Bande de bras Kurland